# الكسندر كازاكوف
الكسندر كازاكوف (بالروسية: Казаков, Александр Иванович)‏ هو اقتصادي روسي، ولد في 24 مايو 1948 في موسكو في روسيا.